# Pedió (cristal·lografia)

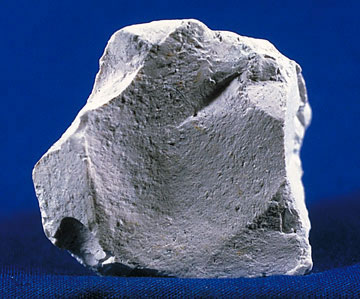
Pedió de caolinita. Classe pedial. Sistema triclínic

Un pedió (mineralogia, cristal·lografia, ciències de la Terra), també anomenat monoèdre, és una forma cristal·lina de la classe pedial (o triclinic hemihedral) que pertany al sistema triclínic (de baixa simetria) i no té cap centre de simetria; per això no hi ha cap cara que en tingui d’equivalents. Aquests cristalls són limitats per cares singulars i sovint sense que n'hi hagi cap de paral·lela. També és una forma de cristall oberta que només té una cara i constituïda per una cara aïllada sense cap altra d'equivalent (es pedión; fr base, plan; en pedion). (sin. comp.: monòedre).
Els pedions són formes cristal·lines d''una sola cara i no poden tancar completament l'espai. Així, un cristall que només té pedions, n'ha de tenir com a mínim 3 per tancar completament l'espai. Els pedions són les úniques formes de la classe pedial. Els pedions també poden aparèixer en altres classes de cristalls. La forma cristal·lina monoèdrica també s'anomena pedió, consisteix en una sola cara geomètricament única per al cristall i no es repeteix simètricament.